# Liste der Wissenschaftssenatoren von Bremen
Dies ist eine Liste der Wissenschaftssenatoren der Freien Hansestadt Bremen. Vor 1971 erfüllte der Bildungssenator die Aufgaben des Ressorts „Wissenschaft“.

## Wissenschaftssenatoren seit 1971
| Name                                                       | Amtsantritt                                           | Senat                                       | Partei                                      |
| Senator für Bildung, Wissenschaft und Kunst                | Senator für Bildung, Wissenschaft und Kunst           | Senator für Bildung, Wissenschaft und Kunst | Senator für Bildung, Wissenschaft und Kunst |
| ---------------------------------------------------------- | ----------------------------------------------------- | ------------------------------------------- | ------------------------------------------- |
| Moritz Thape                                               | 15. Dezember 1971                                     | Koschnick II                                | SPD                                         |
| Senator für Wissenschaft und Kunst                         |                                                       |                                             |                                             |
| Horst Werner Franke                                        | 3. November 1975 7. November 1979                     | Koschnick III Koschnick IV                  | SPD                                         |
| Senator für Bildung, Wissenschaft und Kunst                |                                                       |                                             |                                             |
| Horst Werner Franke                                        | 10. November 1983 18. September 1985 15. Oktober 1987 | Koschnick V Wedemeier I Wedemeier II        | SPD                                         |
| Henning Scherf                                             | 7. Februar 1990                                       | Wedemeier II                                | SPD                                         |
| Senator für Bildung und Wissenschaft                       |                                                       |                                             |                                             |
| Henning Scherf                                             | 11. Dezember 1991                                     | Wedemeier III                               | SPD                                         |
| Senator für Bildung, Wissenschaft, Kunst und Sport         |                                                       |                                             |                                             |
| Bringfriede Kahrs                                          | 4. Juli 1995                                          | Scherf I                                    | SPD                                         |
| Senator für Bildung und Wissenschaft                       |                                                       |                                             |                                             |
| Wilfried Lemke                                             | 7. Juli 1999 4. Juli 2003 8. November 2005            | Scherf II Scherf III Böhrnsen I             | SPD                                         |
| Renate Jürgens-Pieper                                      | 29. Juni 2007                                         | Böhrnsen II                                 | SPD                                         |
| Senator für Bildung, Wissenschaft und Gesundheit           |                                                       |                                             |                                             |
| Renate Jürgens-Pieper                                      | 30. Juni 2011                                         | Böhrnsen III                                | SPD                                         |
| Senator für Bildung und Wissenschaft                       |                                                       |                                             |                                             |
| Eva Quante-Brandt                                          | 13. Dezember 2012                                     | Böhrnsen III                                | SPD                                         |
| Senator für Wissenschaft, Gesundheit und Verbraucherschutz |                                                       |                                             |                                             |
| Eva Quante-Brandt                                          | 15. Juli 2015                                         | Sieling                                     | SPD                                         |
| Senator für Wissenschaft und Häfen                         |                                                       |                                             |                                             |
| Claudia Schilling                                          | 15. August 2019                                       | Bovenschulte I                              | SPD                                         |
| Senator für Umwelt, Klima und Wissenschaft                 |                                                       |                                             |                                             |
| Kathrin Moosdorf                                           | 5. Juli 2023                                          | Bovenschulte II                             | Grüne                                       |